# Скринька з секретом (мультфільм)
«Скринька з секретом» — радянський мальований мультфільм 1976 року режисера Валерія Угарова, музична фантазія за мотивами казки Володимира Одоєвського «Містечко в табакерці» (текст у Вікітеці).
Цей мультфільм є не першим радянським мультфільмом в естетиці британського мультфільму «Жовтий підводний човен» (1968). Йому передували «Розсіяний Джованні» (Весела карусель № 1, 1969) Анатолія Петрова і «Чи не про тебе цей фільм?»  (Весела карусель № 5, 1973) того ж Валерія Угарова — в останньому використовуються ранні електронні експерименти композитора Володимира Мартинова.
Музика та звукові ефекти виконані на аналоговому синтезаторі EMS Synthi-100 інженера Петра Зінов'єва.

## Сюжет
Хлопчик розглядає старовинну музичну скриньку, в якій на верхній кришці зображено подобу маленької сцени. Його батько каже, що раніше, коли шкатулку заводили, на цій сцені танцювали фігурки, але потім скринька зламалася з невідомої причини. Батько пропонує синові самостійно розгадати секрет поламки і йде. Залишившись наодинці, хлопчик міркує, що зможе розгадати секрет поламки, якщо стане дуже маленьким і пробереться всередину скриньки. Бажання виконується: дитина стає маленькою і через отвір для заведення потрапляє у світ мешканців скриньки, де в даний момент все не діє. Хлопець мандрує по механізму, вивчаючи кожну деталь і, торкаючись частин механізму, мимоволі приводить їх у дію — кожна деталь на мить оживає, перетворюючись на казкового персонажа. Нарешті, хлопчикові відкривається проблема: безладно розкручені витки пружини (коли хлопчик акуратно вкладає в рулон сталеві кільця, глядач бачить, як ожив ще один персонаж: королева скриньки Пружина) і фіксатор, куди встромляється пружина, що відійшов від зубчастого колеса (коли хлопчик приводить його в зчеплення з зубчастим колесом, на кришці скриньки з'являється загадковий гном-арлекін). Хлопчик заводить пружину і запускає справний механізм, скринька оживає.
Починається музична вистава, в якій хлопчик стає глядачем і більше не показується. Йде музичний спектакль, який розігрують деталі механізму шкатулки, представлені у вигляді живих персонажів. Спочатку з'являються хлопчики і дівчатка-Дзвіночки, потім — Молоточки (у вигляді вело-еквілібристів), потім з'являється Валик в образі генерала, а над ним гордо дефілює в образі «леді з вищого світу» Королева-Пружина. Герої-деталі танцюють і співають пісню, в якій у кожного персонажа свій куплет, в якому він розповідає хлопчикові (і глядачу) про себе, але при цьому недвозначно хвалить себе, заявляючи, що в скриньці він — найпотрібніша деталь. У той же час в танці деталі демонструють гармонійну єдність — Королева-Пружина змушує Валик крутитися, Валик змушує Молоточки стукати, Молоточки стукають по Дзвіночках, а самі Дзвіночки від цього відтворюють музику. Під ногами плутається у всіх гном-арлекін (той самий фіксатор), який відчайдушно намагається звернути на себе увагу, тому що хоче, щоб на загальному святі оцінили і його, але деталі байдужі до нього — відпрацьовуючи музичну програму вони курсують у різних напрямках і ледь не чавлять його. Бачачи марність спроб, гном-арлекін інтригує героїв, заявляючи, що знає якийсь дуже важливий для них секрет. Врешті решт він кричить, що покаже їм хто головніший, і обізвавши всіх хвальками, біжить у нутрощі скриньки. Інші деталі, розсердившись, кидаються за ним. Гном-арлекін приводить їх до того самого фіксатора, який перебуває в його віданні. Зі словами «Зламається ось ця штука — скринька не видасть ні звуку!» гном відпускає храповик. Королева-Пружина хаотично розкручується, інші деталі падають і скринька знову ламається.
Після цього хлопчик прокидається, оскільки все побачене було сном. З'являється батько і питає, чи зміг він розгадати секрет скриньки. Дитина зізнається, що заснув, але каже, що, йому здається, він зрозумів, у чому секрет поламки, і запрошує батька розібратися разом.

## Відмінність від казки Одоєвського
У мультфільмі головною деталлю скриньки є вигаданий спеціально для екранізації персонаж «храповик», без якого скринька не може завестися. «Пружинка» в свою чергу представлена лише як пружина заведення, що дає йому енергію, в той час як у самій казці вона є баланс-спіраллю, що задає такти годинникового механізму — тобто, в оригінальній казці саме вона є найголовнішою деталлю скриньки.

## Творці
- Автор сценарію — Євген Агранович[ru]
- Режисер — Валерій Угаров
- Художники-постановники: Володимир Зуйков[ru], Ада Нікольська
- Композитор — Володимир Мартинов
- Музика записана в експериментальній студії електронної музики за участю вокально-інструментального ансамблю «Орегон»
- Текст пісень — Альберт Іванов[ru]
- Оператор — Михайло Друян[ru]
- Звукооператор — Володимир Кутузов[ru]
- Монтажер — Маргарита Міхєєва
- Асистенти: Л. Кошкіна, Т. Литко, В. Петерсон
- Художники-мультиплікатори: Віолетта Колеснікова[ru], Юрій Кузюрін, Галина Зеброва, Олег Комаров, Тетяна Фадєєва, Олександр Давидов, Валерій Угаров, Олексій Букін, Олександр Панов
- Співають: Геннадій Трофімов[ru], Ашот Адамян, Тетяна Решетнікова, Юрій Лошкарьов, Олена Камбурова, Світлана Харитонова, Андрій Горін, Володимир Гусєв, Володимир Мартинов (Тато/музичний валик) і Світлана Виноградова.
- Редактор — Аркадій Снесарєв
- Директор картини — Любов Бутиріна

## Нагороди та призи
- «Скринька з секретом» — Приз на I конгресі UNITEK.[1]

## Факти
В запису вокальних партій брали участь учасники рок-групи «Олов'яні солдатики»: Юрій Лошкарьов, Андрій Горін і Віктор Гусєв.

## Видання на відео
У 1980-ті роки в СРСР мультфільм випускався в збірці виданням «Відеопрограма Держкіно СРСР» на відеокасетах VHS. У Росії до середини 1990-х Studio PRO Video випускала його в збірках на VHS. З середини 1990-х років випускався на VHS студією «Союз-Відео». Всі ліцензійні відеокасети VHS вироблялися зі звуком Hi-Fi Stereo і в системі PAL.
У 2000-ті роки випущений на DVD у збірці мультфільмів «Музична скринька» у форматі 4:3, зі звуком Dolby Digital і в системі PAL.

## Про мультфільмі
Тема уяви, фантазії — ще одна відмітна риса у творчості Валерія Угарова. Найбільш показова музична феєрія «Шкатулка з секретом» (1976) — своєрідна міні-опера за мотивами казки Володимира Одоєвського «Містечко в табакерці». Герой фільму — хлопчик — засинає і опиняється всередині скриньки. В екранізації початковий мотив «пізнавання» відходить на другий план, поступаючись музиці, динаміці, калейдоскопу кольору. У фільмі діє немислиме число персонажів, яке росте від кадру до кадру. До фіналу темп оповіді прискорюється, музика стає все голоснішою, напруга досягає найвищої точки — і все це для того, щоб зупинитися, зруйнуватися і завмерти назавжди. Хлопчик створив улюблений Угаровим безлад і … прокинувся.— Сергій Капков